# Leioproctus eremites
Leioproctus eremites är en biart som beskrevs av Houston 1990. Leioproctus eremites ingår i släktet Leioproctus och familjen korttungebin. Inga underarter finns listade i Catalogue of Life.

## Bildgalleri

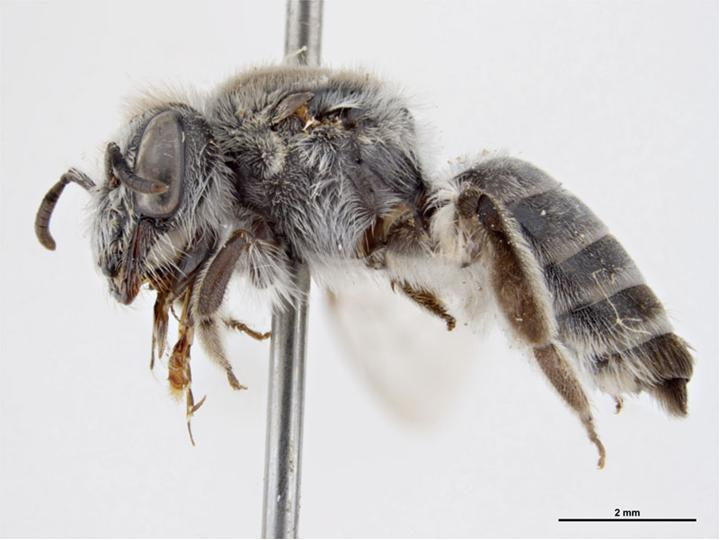
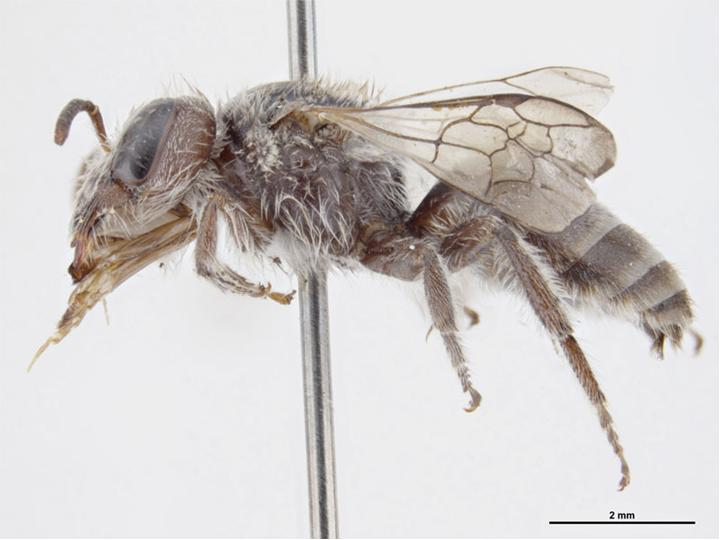